# Међуверски брак
Међуверски брак, понекад називан и „мешовити брак”, је брак између супружника који исповедају различите религије. Иако се међуверски бракови често заснивају као грађански бракови, у неким случајевима могу бити успостављени као верски бракови. Ово зависи од верске доктрине сваке од религија две стране — неке религије забрањују међуверски брак, а између осталих постоје различити степени дозвољености.
Неколико великих религија немо је по том питању, док друге дозвољавају са захтевима за церемоније и обичаје. За етнорелигијске групе отпор међуверским браковима може бити облик аутосегрегације.
У међуверском браку, сваки партнер се обично придржава своје религије. Једно питање које се може појавити у таквим синдикатима је избор вере у којој ће се васпитавати деца.